# برتران ژیل
برتران ژیل (فرانسوی: Bertrand Gille‎؛ زادهٔ ۲۴ مارس ۱۹۷۸) بازیکن هندبال اهل فرانسه است.
وی همچنین برندهٔ جوایزی همچون لژیون دونور (شوالیه) شده‌است.